# Klinisk biokemi
Klinisk biokemi er et medicinsk speciale der beskæftiger sig med analyse af kropsvæsker. Disciplinen startede sent i 1800-tallet hvor simple kemiske analyser blev anvendt til at måle forskellige stoffer i blod og urin. Senere blev andre teknikker anvendt, så som måling af enzymaktivitet, spektrofotometri, elektroforese og immunanalyser.